# Roddy Ricch
Rodrick Wayne Moore, Jr. (Compton, California, 22 de octubre de 1998), conocido por su nombre artístico Roddy Ricch, es un Cantante, rapero y Compositor estadounidense.
Debutó en noviembre de 2017 lanzando su mixtape Feed Tha Streets y un año después lanzó una segunda parte, que alcanzó el número 67 en la lista Billboard 200. En 2019, colaboró en el tema «Racks in the Middle», que se convirtió en su primera canción en entrar al Billboard Hot 100 de los Estados Unidos tras alcanzar la posición veintiséis. Además, ganó su primer Grammy. 
Tras su éxito como artista independiente, firmó un contrato discográfico con Atlantic Records y lanzó su álbum de estudio debut Please Excuse Me for Being Antisocial el 6 de diciembre de 2019, que debutó en la cima del Billboard 200 y recibió la aclamación de la crítica. Del álbum se lanzó como sencillo «The Box», que encabezó el Billboard Hot 100, así como los listados principales de varios países del mundo. Posteriormente, Ricch volvería a encabezar las listas de éxitos con el tema «Rockstar» en colaboración con DaBaby.
Ricch ha sido reconocido con un premio en los American Music Awards, dos en los Apple Music Awards y los BET Awards. También recibió seis nominaciones a los premios Grammy de 2021.

## Biografía

### Primeros años
Rodrick Wayne Moore Jr., nació el 22 de octubre de 1998 en Compton, California, donde también se crio. Pasó algún tiempo viviendo en Atlanta, Georgia en su juventud. Roddy Ricch comenzó a rapear y cantar desde los 8 años, y comenzó a hacer ritmos a los 16 años.

### Carrera
En noviembre de 2017, lanzó su primer mixtape, Feed Tha Streets, que incluía canciones como "Chase Tha Bag", "Hoodricch" y "Fucc It Up". La cinta le valió elogios de raperos establecidos como Meek Mill, Nipsey Hussle, DJ Mustard y 03 Greedo.[cita requerida] En marzo de 2018, lanzó un EP titulado Be 4 Tha Fame. En mayo de ese año, Nipsey Hussle sacó a Ricch como su invitado en un concierto de PowerHouse en Los Ángeles.
En julio de 2018, lanzó el sencillo producido en Londres por Da Track, "Die Young", que había escrito para un amigo de la infancia, que se perdió en una persecución a alta velocidad y dijo en una entrevista de Genius que lo había escrito la noche en la que XXXTentacion murió. La canción, que estaba dedicada, en parte, al amigo de la infancia y su video musical acumularía más de 80 millones de visitas en YouTube y 120 millones de transmisiones en Spotify. En agosto de 2018, lanzó el sencillo "Ricch Forever", producido por DJ Bugsy. Ese mes, Marshmello lanzó una vista previa de una canción en colaboración con Ricch "Project Dreams" antes de que Ricch apareciera en una canción con Nipsey Hussle, "Racks in the Middle", con una función y producción de Hit-Boy, lanzada el 15 de febrero de 2019, que luego se convirtió en el primer éxito de los 40 mejores en el Billboard Hot 100.
En junio de 2019, colaboró con el DJ estadounidense y productor discográfico Mustard en la canción "Ballin", del tercer álbum de estudio de Mustard, Perfect Ten, que se convirtió en la canción más alta de Mustard en el Hot 100 como artista principal, alcanzando el número 12. En diciembre de 2019, lanzó su álbum debut, Please Excuse Me for Being Antisocial, debutó y alcanzó el número uno en el Billboard 200, y presentó la canción más alta de Roddy, "The Box", que superó a los Hot 100, así como "Start wit Me" con Gunna, que alcanzó su punto máximo en el número 56. Debido a la fuerza de "The Box", una colaboración con Mustard, "High Fashion", que apareció en el álbum, alcanzó el top 40 en el número 35, el semana alcanzó el número uno en el Hot 100. La canción más tarde alcanzó el número 27.
Obtuvo cinco nominaciones a los BET Awards celebrados el 30 de junio de 2020, de las cuales ganó mejor artista nuevo y álbum del año por Please Excuse Me for Being Antisocial. Ricch fue el artista más nominado de los American Music Awards celebrados el 22 de noviembre, con un total de ocho candidaturas, de la cual ganó álbum favorito de hip hop/rap con Please Excuse Me for Being Antisocial. Con dicho disco, también ganó el premio al álbum del año en los Apple Music Awards, así como canción del año por «The Box». Ricch obtuvo seis nominaciones a los premios Grammy de 2021, entre estas grabación del año («Rockstar») y canción del año («The Box»).
En  junio de 2021 colaboró con Polo G en la canción "Fame & Riches" del tercer álbum del rapero de Chicago Hall Of Fame

### Estilo musical
Ricch ha asegurado que su música se basa mayormente en sus experiencias vividas y busca representar a aquellos que no tienen voz. Ha citado como principal inspiración al rapero Kendrick Lamar, quien también es originario de Compton, y mencionó que haberlo conocido durante su adolescencia fue lo que lo motivó a seguir una carrera musical.

## Discografía

### Álbumes de estudio
- Please Excuse Me for Being Antisocial (2019)
- Live Life Fast (2021)

### Mixtapes
- Feed Tha Streets (2017)
- Feed Tha Streets II (2018)
- Feed Tha Streets III (2022)

## Premios y nominaciones
| Año  | Premiación               | Categoría                                 | Nominado por                          | Resultado | Ref.          |
| ---- | ------------------------ | ----------------------------------------- | ------------------------------------- | --------- | ------------- |
| 2019 | BET Hip Hop Awards       | Mejor Artista Masculino de Hip Hop        | Roddy Ricch                           | Nominado  | [ 15 ]        |
| 2019 | BET Hip Hop Awards       | Mejor Mixtape                             | Feed Tha Streets II                   | Nominado  | [ 15 ]        |
| 2020 | American Music Awards    | Artista del Año                           | Roddy Ricch                           | Nominado  | [ 16 ] [ 11 ] |
| 2020 | American Music Awards    | Artista Nuevo del Año                     | Roddy Ricch                           | Nominado  | [ 16 ] [ 11 ] |
| 2020 | American Music Awards    | Artista Masculino Favorito de Hip Hop/Rap | Roddy Ricch                           | Nominado  | [ 16 ] [ 11 ] |
| 2020 | American Music Awards    | Colaboración del Año                      | «Rockstar»                            | Nominado  | [ 16 ] [ 11 ] |
| 2020 | American Music Awards    | Canción Favorita de Hip Hop/Rap           | «Rockstar»                            | Nominado  | [ 16 ] [ 11 ] |
| 2020 | American Music Awards    | Canción Favorita de Hip Hop/Rap           | «The Box»                             | Nominado  | [ 16 ] [ 11 ] |
| 2020 | American Music Awards    | Canción Favorita de Pop/Rock              | «The Box»                             | Nominado  | [ 16 ] [ 11 ] |
| 2020 | American Music Awards    | Álbum Favorito de Hip Hop/Rap             | Please Excuse Me for Being Antisocial | Ganador   | [ 16 ] [ 11 ] |
| 2020 | Apple Music Awards       | Álbum del Año                             | Please Excuse Me for Being Antisocial | Ganador   | [ 12 ]        |
| 2020 | Apple Music Awards       | Canción del Año                           | «The Box»                             | Ganador   | [ 12 ]        |
| 2020 | BET Awards               | Álbum del Año                             | Please Excuse Me for Being Antisocial | Ganador   | [ 10 ]        |
| 2020 | BET Awards               | Mejor Artista Masculino Hip Hop           | Roddy Ricch                           | Nominado  | [ 10 ]        |
| 2020 | BET Awards               | Mejor Artista Nuevo                       | Roddy Ricch                           | Ganador   | [ 10 ]        |
| 2020 | BET Awards               | Vídeo del Año                             | «The Box»                             | Nominado  | [ 10 ]        |
| 2020 | BET Awards               | Premio del Público                        | «The Box»                             | Nominado  | [ 10 ]        |
| 2020 | BET Hip Hop Awards       | Artista Hip Hop del Año                   | Roddy Ricch                           | Nominado  | [ 17 ]        |
| 2020 | BET Hip Hop Awards       | Mejor Artista en Vivo                     | Roddy Ricch                           | Nominado  | [ 17 ]        |
| 2020 | BET Hip Hop Awards       | Álbum Hip Hop del Año                     | Please Excuse Me for Being Antisocial | Ganador   | [ 17 ]        |
| 2020 | BET Hip Hop Awards       | Canción del Año                           | «The Box»                             | Ganador   | [ 17 ]        |
| 2020 | BET Hip Hop Awards       | Vídeo Hip Hop del Año                     | «The Box»                             | Nominado  | [ 17 ]        |
| 2020 | BET Hip Hop Awards       | Vídeo Hip Hop del Año                     | «Rockstar»                            | Nominado  | [ 17 ]        |
| 2020 | BET Hip Hop Awards       | Canción de Impacto                        | «Rockstar»                            | Nominado  | [ 17 ]        |
| 2020 | BET Hip Hop Awards       | Mejor Verso                               | «Rockstar»                            | Nominado  | [ 17 ]        |
| 2020 | BET Hip Hop Awards       | Canción del Año                           | «Rockstar»                            | Nominado  | [ 17 ]        |
| 2020 | BET Hip Hop Awards       | Mejor Colaboración                        | «Rockstar»                            | Nominado  | [ 17 ]        |
| 2020 | BET Hip Hop Awards       | Mejor Colaboración                        | «Ballin'»                             | Nominado  | [ 17 ]        |
| 2020 | Billboard Music Awards   | Mejor Álbum Rap                           | Please Excuse Me for Being Antisocial | Nominado  | [ 18 ]        |
| 2020 | Billboard Music Awards   | Mejor Artista Nuevo                       | Roddy Ricch                           | Nominado  | [ 18 ]        |
| 2020 | Billboard Music Awards   | Mejor Artista Rap                         | Roddy Ricch                           | Nominado  | [ 18 ]        |
| 2020 | Grammy Awards            | Mejor Interpretación Melódica de Rap      | «Ballin'»                             | Nominado  | [ 13 ]        |
| 2020 | Grammy Awards            | Mejor Interpretación de Rap               | «Racks in the Middle»                 | Ganador   | [ 13 ]        |
| 2020 | Grammy Awards            | Mejor Canción de Rap                      | «Racks in the Middle»                 | Nominado  | [ 13 ]        |
| 2020 | MTV Europe Music Awards  | Mejor Canción                             | «The Box»                             | Nominado  | [ 19 ] [ 20 ] |
| 2020 | MTV Europe Music Awards  | Mejor Canción                             | «Rockstar»                            | Nominado  | [ 19 ] [ 20 ] |
| 2020 | MTV Europe Music Awards  | Mejor Colaboración                        | «Rockstar»                            | Nominado  | [ 19 ] [ 20 ] |
| 2020 | MTV Europe Music Awards  | Mejor Artista Nuevo                       | Roddy Ricch                           | Nominado  | [ 19 ] [ 20 ] |
| 2020 | MTV Europe Music Awards  | Mejor Artista Hip Hop                     | Roddy Ricch                           | Nominado  | [ 19 ] [ 20 ] |
| 2020 | MTV Video Music Awards   | Vídeo del año                             | «The Box»                             | Nominado  | [ 21 ] [ 22 ] |
| 2020 | MTV Video Music Awards   | Canción del año                           | «The Box»                             | Nominado  | [ 21 ] [ 22 ] |
| 2020 | MTV Video Music Awards   | Mejor Artista Nuevo                       | Roddy Ricch                           | Nominado  | [ 21 ] [ 22 ] |
| 2020 | MTV Video Music Awards   | Canción del Verano                        | «Rockstar»                            | Nominado  | [ 21 ] [ 22 ] |
| 2020 | MTV Video Music Awards   | Canción del Verano                        | «The Woo»                             | Nominado  | [ 21 ] [ 22 ] |
| 2020 | People's Choice Awards   | La Canción del 2020                       | «Rockstar»                            | Nominado  | [ 23 ] [ 24 ] |
| 2020 | People's Choice Awards   | La Colaboración del 2020                  | «Rockstar»                            | Nominado  | [ 23 ] [ 24 ] |
| 2020 | People's Choice Awards   | El Artista Nuevo del 2020                 | Roddy Ricch                           | Nominado  | [ 23 ] [ 24 ] |
| 2020 | Soul Train Music Awards  | Canción Hip Hop del Año                   | «The Box»                             | Nominado  | [ 25 ] [ 26 ] |
| 2020 | Soul Train Music Awards  | Canción Hip Hop del Año                   | «Rockstar»                            | Nominado  | [ 25 ] [ 26 ] |
| 2021 | BET Awards               | Elección del Público                      | «Rockstar»                            | Nominado  | [ 27 ] [ 28 ] |
| 2021 | BET Awards               | Mejor Colaboración                        | «Rockstar»                            | Nominado  | [ 27 ] [ 28 ] |
| 2021 | BET Hip Hop Awards       | Canción del Año                           | «Late At Night»                       | Nominado  | [ 29 ] [ 30 ] |
| 2021 | BET Hip Hop Awards       | Mejor Verso                               | «Lemonade (Remix)»                    | Nominado  | [ 29 ] [ 30 ] |
| 2021 | Billboard Music Awards   | Mejor Canción Hot 100                     | «Rockstar»                            | Nominado  | [ 31 ] [ 32 ] |
| 2021 | Billboard Music Awards   | Canción con más Streaming                 | «Rockstar»                            | Ganador   | [ 31 ] [ 32 ] |
| 2021 | Billboard Music Awards   | Mejor Canción Rap                         | «Rockstar»                            | Ganador   | [ 31 ] [ 32 ] |
| 2021 | Billboard Music Awards   | Mejor Colaboración                        | «Rockstar»                            | Nominado  | [ 31 ] [ 32 ] |
| 2021 | BMI R&B/Hip-Hop Awards   | Compositor del Año                        | Roddy Ricch                           | Ganador   | [ 33 ]        |
| 2021 | BMI R&B/Hip-Hop Awards   | Canción más Interpretada                  | «Ballin'»                             | Ganador   | [ 33 ]        |
| 2021 | BMI R&B/Hip-Hop Awards   | Canción más Interpretada                  | «High Fashion»                        | Ganador   | [ 33 ]        |
| 2021 | BMI R&B/Hip-Hop Awards   | Canción más Interpretada                  | «Rockstar»                            | Ganador   | [ 33 ]        |
| 2021 | BMI R&B/Hip-Hop Awards   | Canción más Interpretada                  | «The Box»                             | Ganador   | [ 33 ]        |
| 2021 | BMI R&B/Hip-Hop Awards   | Canción más Interpretada                  | «The Woo»                             | Ganador   | [ 33 ]        |
| 2021 | Grammy Awards            | Grabación del Año                         | «Rockstar»                            | Nominado  | [ 13 ]        |
| 2021 | Grammy Awards            | Mejor Interpretación Melódica de Rap      | «Rockstar»                            | Nominado  | [ 13 ]        |
| 2021 | Grammy Awards            | Mejor Canción Rap                         | «Rockstar»                            | Nominado  | [ 13 ]        |
| 2021 | Grammy Awards            | Canción del Año                           | «The Box»                             | Nominado  | [ 13 ]        |
| 2021 | Grammy Awards            | Mejor Interpretación Melódica de Rap      | «The Box»                             | Nominado  | [ 13 ]        |
| 2021 | Grammy Awards            | Mejor Canción Rap                         | «The Box»                             | Nominado  | [ 13 ]        |
| 2021 | iHeartRadio Music Awards | Artista Masculino del Año                 | Roddy Ricch                           | Nominado  | [ 34 ] [ 35 ] |
| 2021 | iHeartRadio Music Awards | Artista Hip Hop del Año                   | Roddy Ricch                           | Ganador   | [ 34 ] [ 35 ] |
| 2021 | iHeartRadio Music Awards | Mejor Artista Nuevo Hip Hop               | Roddy Ricch                           | Ganador   | [ 34 ] [ 35 ] |
| 2021 | iHeartRadio Music Awards | Canción del Año                           | «Rockstar»                            | Nominado  | [ 34 ] [ 35 ] |
| 2021 | iHeartRadio Music Awards | Canción Hip Hop del Año                   | «Rockstar»                            | Nominado  | [ 34 ] [ 35 ] |
| 2021 | iHeartRadio Music Awards | Canción Hip Hop del Año                   | «High Fashion»                        | Nominado  | [ 34 ] [ 35 ] |
| 2021 | iHeartRadio Music Awards | Canción Hip Hop del Año                   | «The Box»                             | Ganador   | [ 34 ] [ 35 ] |